# Штурмин, Алексей Борисович
Алексе́й Бори́сович Штурми́н (род. 11 октября 1947, Харьков) — заслуженный тренер России, основатель Центральной школы карате (Сэн’Э), основатель первой Федерации карате СССР, член президиума Российского союза боевых искусств, заслуженный тренер РФ. Чёрный пояс Сэн’Э, 9-й дан карате. Кандидат технических наук.
В 2011 году награждён орденом Почёта.

## Биография
Родился в Харькове. В пятилетнем возрасте переехал с родителями в Москву. В подростковом возрасте увлекался боксом, занимался самбо у Анатолия Харлампиева, занимался пулевой стрельбой.
В 1968 году окончил Московский автодорожный институт по специальности «автоматизация производственных процессов».
В 1971 году, после окончания аспирантуры, защитил диссертацию кандидата технических наук.
В 1979 году стал руководителем Центральной школы карате на базе Дворца тяжёлой атлетики «Труд», куда в качестве старшего тренера был приглашён Тадеуш Касьянов. В этом же году стал одним из организаторов Первого чемпионата Москвы по карате.
В 1980 году был олимпийским атташе Ирландии и Великобритании на московской Олимпиаде.